# Stygobromus levanidovae
Stygobromus levanidovae is een vlokreeftensoort uit de familie van de Crangonyctidae. De wetenschappelijke naam van de soort is voor het eerst geldig gepubliceerd in 1991 door G. Karaman.